# Brännås
Brännås is een plaats in het noordwesten van de gemeente Hudiksvall in het landschap Hälsingland en de provincie Gävleborgs län in Zweden. De plaats heeft 65 inwoners (2005) en een oppervlakte van 24 hectare. De rivier de Svågan stroomt langs de plaats.